# Maurice Roggeman
Maurice Roggeman (1912-1990) was een Vlaams schilder, boezemvriend en vooral kunstbroeder van Louis Paul Boon. Van zijn hand zijn de omslagen voor de eerste drukken van Boons eerste drie romans, De voorstad groeit (1943), Abel Gholaerts (1944) en Vergeten straat (1946). In de Tweede Wereldoorlog woonde Roggeman in de volkswijk de Marollen te Brussel, alwaar hij in zijn atelier illegaal drukwerk verzorgde en zijn adres een afhaalpunt voor illegale koeriers was. Roggemans herinneringen zijn te boek gesteld in Boons Brieven aan Morris (1989) en in het Boon herdenkingsnummer van Maatstaf, mei/juni 1980. In Boons vroege werk komt hij voor als Morriske of Morris, ook stond hij model voor de schilderes Tippetotje uit Boons roman De Kapellekensbaan.
- Gemeinsame Normdatei: 11893290X
- International Standard Name Identifier: 0000 0000 7861 1443
- Library of Congress Control Number: no95027116
- Nederlandse Thesaurus van Auteursnamen: 069070075
- Système universitaire de documentation: 185881033
- Virtual International Authority File: 79404334
- WorldCat: E39PBJqW3g8KMprmtTgQ9QDKBP